# Kennerdell
 (août 2025).
Kennerdell est une census-designated place située dans le comté de Venango, dans l’État de Pennsylvanie, aux États-Unis. Lors du recensement de 2020, elle compte 176 habitants.